# Плевун
Плеву́н (болг. Плевун) — село в Хасковській області Болгарії. Входить до складу общини Івайловград.

## Населення
За даними перепису населення 2011 року у селі проживали 134 особи.
Національний склад населення села:
| Національність   | Кількість осіб | Відсоток |
| ---------------- | -------------- | -------- |
| болгари          | 122            | 91,0%    |
| цигани           | 11             | 8,2%     |
| інша             | 0              | 0%       |
| Всього відповіли | 134            |          |

Розподіл населення за віком у 2011 році:
Динаміка населення: